# Caribbomerus similis
Caribbomerus similis är en skalbaggsart som först beskrevs av Fisher 1932.  Caribbomerus similis ingår i släktet Caribbomerus och familjen långhorningar. Inga underarter finns listade.